# SN 2008er
SN 2008er – supernowa typu Ia odkryta 5 sierpnia 2008 roku w galaktyce UGC 1563. W momencie odkrycia miała maksymalną jasność 18,50m.